# Pasurenan
Pasurenan is een bestuurslaag in het regentschap Banjarnegara van de provincie Midden-Java, Indonesië. Pasurenan telt 2330 inwoners (volkstelling 2010).